# El Mavodo
El Mavodo är en ort i Mexiko.   Den ligger i kommunen San Bartolo Tutotepec och delstaten Hidalgo, i den sydöstra delen av landet, 150 km nordost om huvudstaden Mexico City. El Mavodo ligger 1 222 meter över havet och antalet invånare är 343.
Terrängen runt El Mavodo är kuperad åt nordväst, men åt sydost är den bergig. Runt El Mavodo är det ganska tätbefolkat, med 149 invånare per kvadratkilometer. Närmaste större samhälle är San Bartolo Tutotepec, 2,2 km söder om El Mavodo. Omgivningarna runt El Mavodo är en mosaik av jordbruksmark och naturlig växtlighet.